# ALL OUT!!
《ALL OUT!!》（日語：オールアウト!!）是雨瀨栞的橄欖球題材日本漫畫作品。於講談社青年漫畫雜誌《月刊Morning two》2013年1號開始連載，至2020年1號完結。在雜誌上連載時用「#-」表示。本作品描寫主角祇園健次為初學者，加入縣立神奈川高校（簡稱「神高」）橄欖球社之後面臨各式各樣的挑戰。
動畫方面，2015年9月宣佈改編成電視動畫，2016年10月至2017年3月首播。

## 故事簡介
主角祇園健次是個對自己的身高感到十分在意的少年，在神奈川高中的新生開學典禮當天，與身材高挑的「石清水澄明」相遇。因此相識的兩人隨後加一起踏上高中橄欖球之路。

## 登場人物

### 主要人物
祇園健次（聲：千葉翔也（日本）；黃積權（香港））
身高159cm。體重54kg。血型B型。7月1日出生。
1年5班在籍。初學者。對自己的矮個子感到十分在意。
家族構成為父、母、兄。
石清水澄明（聲：安達勇人（日本）；林筠翔（香港））
身高190cm。體重80kg。血型A型。9月15日出生。
1年2班在籍。守備位置為前鋒 (Lock)。
從初中開始打橄欖球。個子雖然高大但個性內向温和穩重，平常一副看起來充滿困惑表情。
家族構成為父、母、祖父。
赤山濯也（聲：細谷佳正（日本）；李鎮然（香港））
身高185cm。體重95kg。血型A型。11月23日出生。
神奈川高校橄欖球部的隊長。守備位置為前鋒 (Number 8)。
家族構成為父、母。
八王子睦（聲：逢坂良太（日本）；鍾見麟（香港））
身高175cm。體重85kg。血型B型。10月8日出生。
神奈川高校橄欖球部的副隊長。守備位置為前鋒 (Hooker)。
與石清水就讀同一所中學。
家族構成為父、母、姊、兩個弟弟（長弟就讀小學4年級）。
大原野越吾（聲：小野賢章（日本）；梁偉德（香港））
守備位置為Standoff (SO)。
1年級。從小學開始打橄欖球。
江文優（聲：村田太志（日本）；張裕東（香港））
守備位置為後衛 (翼鋒／Wing)。
2年級。

### 神奈川高校橄欖球部
松尾年乃助（聲：小松史法（日本）；劉奕希（香港））
3年級。位置是接鋒。
賀茂雷太（聲：庄司將之（日本）；李震權（香港））
3年級。位置是傳鋒。
伊勢夏樹（聲：澤城千春（日本）；李安邦（香港））
2年級。位置是後衛。
諏訪勇作（聲：神原大地（日本）；鄧志堅（香港））
2年級。位置是翼鋒。
廣田銳一（聲：真木駿一（日本）；李安邦（香港））
3年級。位置是前鋒。
春日寛邦（聲：濱野大輝（日本））
3年級。位置是翼鋒。
兵主進乃介（聲：中尾一貴（日本））
3年級。位置是翼鋒。
貴船公（聲：永塚拓馬（日本））
2年級。位置是殿衛。
吉備將太（聲：（日本）；陳耀楠（香港））
2年級。位置是殿衛。
真子豐（聲：上住谷崇（日本））
3年級。位置是前鋒。
鹿島耕一郎（聲：手塚弘道（日本））
3年級。位置是閉鎖。
苗鹿大平（聲：深町壽成（日本））
2年級。位置是翼鋒。
健部知道（聲：高橋涉（日本））
2年級。位置是後衛。
客人考助（聲：河本啓佑（日本））
2年級。位置是翼鋒。
熱田猛雄（聲：落合福嗣（日本））
2年級。位置是前鋒。
大比叡太一（聲：高塚智人（日本））
3年級。位置是前鋒。
住吉道生（聲：酒井廣大（日本）；胡家豪（香港））
2年級。位置是傳鋒。
平野良貴（聲：小林大紀（日本）；胡家豪（香港））
1年級。位置未定。
北町進（聲：太田悠介（日本）；周倚天（香港））
1年級。位置未定。
三上季吉（聲：橋本祐樹（日本）；巫哲棋（香港））
1年級。位置未定。
氣田悠人（聲：西山宏太朗（日本）；張方正（香港））
身長173米。体重64公斤。O型。生日是4月3日。
1年3班。位置未定。沒有任何運動經驗，因學會氣氛而入隊。
雖很努力練習，但因壓力而影響食慾、體力變差而退出橄欖球部。
火明梅乃（聲：佳村遙（日本）；魏惠娥（香港））
2年級。神奈川高校橄欖球部的經理。
籠信吾（聲：土師孝也（日本）；朱子聰（香港））
領隊。

### 慶常高校橄欖球部
御幸篤（聲：岡本信彥（日本）；李致林（香港））
守備位置為Standoff (SO)。
1年級。與石清水就讀同一所中學。
平唯一（聲：小山力也（日本））
慶常高校橄欖球部的副隊長。守備位置為勾球前鋒 (Hooker)。
3年級。
久川久美男（聲：高橋廣樹（日本））
慶常高校橄欖球部的隊長。守備位置為前鋒 (prop)。
3年級。
萩葉一（聲：太田悠介（日本））
1年級。
落合慧太（聲：落合福嗣（日本））
2年級。
本川達明（聲：澤城千春（日本））
3年級。
新井祐行（聲：高橋涉（日本））
2年級。
政郁枝（聲：中尾一貴（日本））
2年級。
武藏諭吉（聲：岡井克升（日本））
3年級。
金井俊也（聲：高塚智人（日本））
2年級。
八坂理惠（聲：沖佳苗（日本））
2年級。經理人。
拝島雄爾（聲：野島昭生（日本））
領隊。

### 東道大相模高校橄欖球部
和田敏郎（聲：竹內良太（日本））
3年級。
花館充男（聲：代永翼（日本）；陳成港（香港））
身長164cm。体重62公斤。7月12日出生。
1年級。
堀川謙彌（聲：高坂篤志（日本））
3年級。
御所染與一（聲：內匠靖明（日本））
3年級。
安達原昭太（聲：河西健吾（日本））
3年級。
喜多良彰（聲：浦山迅（日本））
領隊。

### 嶺蔭學園高校橄欖球部
霧島關人（聲：小林裕介（日本）；曹啟謙（香港））
身長165cm。
3年級。
殘波琉人（聲：楠大典（日本）；麥皓豐（香港））
身長192cm。
3年級。
霧島國人（聲：武內駿輔（日本））
3年級。
月中幸太郎（聲：島崎信長（日本））
3年級。
御門翔（聲：松岡禎丞（日本））
1年級。
源晃生（聲：家中宏（日本））
領隊。

### 天竺工科高校橄欖球部
櫻廉平（聲：中井和哉、松田利冴（幼少時代）（日本）；詹健兒（童年）（香港））
身長172cm。体重67公斤。AB型。6月3日出生。
3年級。
逢坂淳（聲：花江夏樹、松田利冴（幼少時代）（日本）；梁偉德、曾佩儀（童年）（香港））
身長169cm。体重67公斤。A型。3月5日出生。
3年級。
佐野光（聲：橋詰知久（日本））
3年級。
細谷長司（聲：落合福嗣（日本））
3年級。
關志津男（聲：福島潤（日本））
2年級。
大島右京（聲：深町壽成（日本））
3年級。
白河陸男（聲：菊池飛鳥（日本））
2年級。
二見峻介（聲：福島潤（日本））

### 其他
籠由美（聲：所河ひとみ（日本））
賀茂的母親（聲：吉田麻實（日本））
八王子睦的母親（聲：亞城惠（日本）；朱妙蘭（香港））
長田夫妻（聲：坂東尚樹（夫）、中根久美子（妻）（日本））
富江裕次郎（聲：寺杣昌紀（日本））
生田美樹（聲：近藤唯（日本）；何晶晶（香港））
16歳。

## 出版書籍

### 單行本
- 雨瀨栞《ALL OUT!!》，日本講談社〈KC Morning〉發行，單行本全17冊。另外2016年2月發行的特裝版第1冊與第8冊有附贈廣播劇CD。

| 冊數 | 講談社                      | 講談社                                        | 青文出版社    | 青文出版社             |
| 冊數 | 發行日期                    | ISBN                                          | 發行日期      | ISBN                   |
| ---- | --------------------------- | --------------------------------------------- | ------------- | ---------------------- |
| 1    | 2013年4月23日 2016年2月23日 | ISBN 978-4-06-387208-8 ISBN 978-4-06-358801-9 | 2017年6月19日 | ISBN 471-8-01-602378-9 |
| 2    | 2013年9月20日               | ISBN 978-4-06-387259-0                        | 2017年7月13日 | ISBN 471-8-01-602419-9 |
| 3    | 2014年2月21日               | ISBN 978-4-06-387297-2                        | 2017年8月10日 | ISBN 471-8-01-602440-3 |
| 4    | 2014年7月23日               | ISBN 978-4-06-388355-8                        | 2017年9月18日 | ISBN 471-8-01-602530-1 |
| 5    | 2014年12月22日              | ISBN 978-4-06-388411-1                        | 2017年10月6日 | ISBN 471-8-01-602608-7 |
| 6    | 2015年4月23日               | ISBN 978-4-06-388502-6                        | 2017年12月4日 | ISBN 471-8-01-602701-5 |
| 7    | 2015年9月23日               | ISBN 978-4-06-388502-6                        | 2018年3月1日  | ISBN 471-8-01-602765-7 |
| 8    | 2016年2月23日               | ISBN 978-4-06-388564-4 ISBN 978-4-06-358802-6 | 2019年7月22日 | ISBN 978-9-86-356967-1 |
| 9    | 2016年6月23日               | ISBN 978-4-06-388614-6                        |               |                        |
| 10   | 2016年9月23日               | ISBN 978-4-06-388644-3                        |               |                        |
| 11   | 2017年2月23日               | ISBN 978-4-06-388688-7                        |               |                        |
| 12   | 2017年6月23日               | ISBN 978-4-06-388738-9 ISBN 978-4-06-510062-2 |               |                        |
| 13   | 2017年11月22日              | ISBN 978-4-06-510523-8 ISBN 978-4-06-510517-7 |               |                        |
| 14   | 2018年5月23日               | ISBN 978-4-06-511375-2 ISBN 978-4-06-511602-9 |               |                        |
| 15   | 2019年1月23日               | ISBN 978-4-06-514143-4                        |               |                        |
| 16   | 2019年8月23日               | ISBN 978-4-06-516806-6                        |               |                        |
| 17   | 2020年2月21日               | ISBN 978-4-06-518500-1                        |               |                        |

### 相關書籍
- 雨瀨栞《ALL OUT!!  公式選手名鑑》，2016年9月23日發行 ISBN 978-4-06-393030-6

## 電視動畫
2016年10月至2017年3月在TOKYO MX、MBS、BS11等台首播。同時也是史上首部以「橄欖球」運動項目為題材的作品。

### 製作人員
- 原作：雨瀨栞
- 導演：清水健一
- 副導演：牛新一郎
- 劇本統籌：橫谷昌宏
- 人物設定：筱雅律
- 動作作畫監督：菅野芳弘
- 美術監督：西倉力
- 色彩設計：中音夢
- 攝影監督：井上洋志
- 3DCG監督：長濱裕樹
- 特殊效果：Team-Taniguchi
- 剪輯：木村佳史子
- 音樂：高梨康治（Team-MAX）
- 音響監督：小泉紀介
- 音響製作：神南工作室
- 動畫製作：TMS Entertainment×MADHOUSE
- 企劃製作協力：Telecom Animation Film（日语：テレコム・アニメーションフィルム）
- 製作：神高橄欖球部

### 主題曲
片頭曲
「Flower」（第1話－第12話）
作詞、作曲：片桐航，編曲：akkin & Lenny code fiction，主唱：Lenny code fiction
「生者行進」（第13話－第25話）
作詞：小山秀和，作曲：小山秀和、純一、有田清幸，編曲、主唱：CIVILIAN
片尾曲
「全力少年 produced by 奧田民生」（第1話－第12話、第25話）
作詞、作曲：大橋卓彌、常田真太郎，編曲：奧田民生，主唱：無限開關
「NO SIDE」（第13話－第24話）
作詞、作曲：松任谷由實，編曲：Saku，主唱：瀧川亞里沙

### 各話列表
| 話數   | 日文標題 | 中文標題           | 劇本     | 分鏡                | 演出              | 作畫監督                                                                               |
| ------ | -------- | ------------------ | -------- | ------------------- | ----------------- | -------------------------------------------------------------------------------------- |
| 第1話  |          | 今年的一年生很有趣 | 橫谷昌宏 | 清水健一            | 牛嶋新一郎        | 翁長久美子                                                                             |
| 第2話  |          | 我想擒抱           | 入江信吾 | 牛嶋新一郎          | 關大              | Chang Young Sik、Lee Juhyeon 櫻井木乃實、菅原美智子、奈良實 吉村惠、松下清志、白崎詩織 |
| 第3話  |          | 最重要的事         | 橫谷昌宏 | 清水健一            | 白石達也          | 櫻井邦彥                                                                               |
| 第4話  |          | 到底我應該幹什麼?  | 橫谷昌宏 | 清水健一            | 澤井幸次          | 中尾高之、針場裕子                                                                     |
| 第5話  |          | 不足之處           | 入江信吾 |                     | 又野弘道          | 小山知洋                                                                               |
| 第6話  |          | 全力以赴           | 橫谷昌宏 | 中津環              | 中津環            | Lee Juhyeon                                                                            |
| 第7話  |          | 我想做到所有事情   | 入江信吾 | 澤井幸次            | 牛嶋新一郎        | 翁長久美子、中村祐美子                                                                 |
| 第8話  |          | 玩球               | 橫谷昌宏 | 川尻善昭            | 関大              | 櫻井、飯飼一幸 中村祐美子、奈良實 吉村惠、池添優子                                     |
| 第9話  |          | 你們已經變強了     | 橫谷昌宏 | 川尻善昭            | 白石達也          | 中尾高之、針場裕子                                                                     |
| 第10話 |          | 剛才吃太多刨冰     | 入江信吾 | 澤井幸次            | 澤井幸次          | 櫻井邦彥、齊藤格 鯉川慎平                                                              |
| 第11話 |          | 你真是沒有常識     | 橫谷昌宏 | 有馬次郎            | 又野弘道          | 小山知洋                                                                               |
| 第12話 |          | 聯校練習           | 入江信吾 | 中津環              | 澤井幸次 增原光幸 | Lee Jeonghun、Lee Mingu Kyun Yongsang、An Yoengyou Kim Heejung                         |
| 第13話 |          | 一起以兩國為目標   | 入江信吾 | 牛嶋新一郎          | 白石達也          | 翁長久美子                                                                             |
| 第14話 |          | X Day              | 橫谷昌宏 | 澤井幸次            | 熨斗谷充孝        | 山本徑子                                                                               |
| 第15話 |          | 隊友               | 橫谷昌宏 | 佐山聖子            | 西畑佑紀 濱田将太 | 吉川佳織、YU HYUN JIN                                                                  |
| 第16話 |          | 你們早就已經準備好 | 橫谷昌宏 | 牛嶋新一郎 増原光幸 | 澤井幸次          | 針場裕子、齊藤格 中村佑美子                                                            |
| 第17話 |          | 夏季集訓           | 入江信吾 | 澤井幸次            | 若林邦甫          | Lee Jeonghun、Kim Heejung Kwon Yongsang、Jeon Hyongjun                                 |
| 第18話 |          | 學習吧             | 入江信吾 | 川村賢一            | 牛嶋新一郎        | 鯉川慎平、中村佑美子                                                                   |
| 第19話 |          | 我才沒有哭         | 入江信吾 | 增原光幸            | 白石達也          | 櫻井邦彥、重國勇二                                                                     |
| 第20話 |          | 你們不開心嗎？     | 入江信吾 | 佐山聖子            | 村山靖            | 山本徑子、桝井一平 永井泰平、增田敏彥                                                  |
| 第21話 |          | 咒語               | 入江信吾 | 佐山聖子            | 北川朋哉 西畑佑紀 | 翁長久美子、齊藤格 針場裕子                                                            |
| 第22話 |          | 是我的陣地         | 入江信吾 | 佐山聖子            | 澤井幸次          | 櫻井木之實、北島勇樹 宇都木勇、江原小百合                                              |
| 第23話 |          | 是我擎友教我的     | 橫谷昌宏 | 澤井幸次            | 若林邦甫          | Lee Mingoo、Kim Heejung Kwon Yongsang、Park Inam Lee Boohee、An Yeongyu Jeon Hyongiun  |
| 第24話 |          | 絕對比不過的對手   | 橫谷昌宏 | 清水健一            | 牛嶋新一郎        | 鯉川慎平、齊藤格 櫻井邦彥                                                              |
| 第25話 |          | All Out            | 橫谷昌宏 | 有馬次郎            | 白石達也          | 翁長久美子、針場裕子                                                                   |

### 播放電視台
| 播放地區   | 播放電視台 | 播放日期                     | 播放時間（UTC+9）         | 所屬聯播網 | 備註                          |
| ---------- | ---------- | ---------------------------- | ------------------------- | ---------- | ----------------------------- |
| 東京都     | TOKYO MX   | 2016年10月6日－2017年3月30日 | 星期四 24時00分－24時30分 | 獨立局     | －                            |
| 近畿廣域圈 | 每日放送   | 2016年10月7日－2017年3月31日 | 星期五 27時10分－27時40分 | TBS電視網  | －                            |
| 日本全國   | BS11       | 2016年10月8日－2017年4月1日  | 星期六 25時00分－25時30分 | 衛星電視   | 『ANIME+』時段                |
| 日本全國   | Animax     | 2017年1月29日－5月7日        | 星期日 19時00分－20時00分 | 衛星電視   | 字幕播出 每週日連播2集 有重播 |
| 日本全國   | Dlife      | 2017年7月7日－12月22日       | 星期五 26時00分－26時30分 | 衛星電視   |                               |

| J2 星期六 24時05分－24時35分 節目 2017年8月5日、9月9日、11月25日及12月2日 24時15分－24時45分 2017年8月19日 暫停播出 2017年10月21日及10月28日 24時00分－24時30分 2018年1月6日及1月13日 23時35分－24時05分 2018年1月20日 23時55分－24時25分 | J2 星期六 24時05分－24時35分 節目 2017年8月5日、9月9日、11月25日及12月2日 24時15分－24時45分 2017年8月19日 暫停播出 2017年10月21日及10月28日 24時00分－24時30分 2018年1月6日及1月13日 23時35分－24時05分 2018年1月20日 23時55分－24時25分 | J2 星期六 24時05分－24時35分 節目 2017年8月5日、9月9日、11月25日及12月2日 24時15分－24時45分 2017年8月19日 暫停播出 2017年10月21日及10月28日 24時00分－24時30分 2018年1月6日及1月13日 23時35分－24時05分 2018年1月20日 23時55分－24時25分 |
| --- | --- | --- |
| | ALL OUT!! 全力達陣 （2017年8月5日－2018年1月27日） | |
| 我的英雄學院 | 女醫神Doctor X 5 （23:35-24:05） （2018年2月3日）冰上溜星 （2018年3月3日－2018年5月26日） | |
| J2 星期二至六 05時30分－06時00分 節目 | | |
| 我的英雄學院 重播 | ALL OUT!! 全力達陣 重播 （2019年6月13日－7月17日） | 冰上溜星 重播 |

### BD／DVD
| 卷數 | 發行日期      | 收錄話數       | 規格編號  | 規格編號  |
| 卷數 | 發行日期      | 收錄話數       | BD初回版  | DVD初回版 |
| ---- | ------------- | -------------- | --------- | --------- |
| 1    | 2017年1月25日 | 第1話～第4話   | GNXA-7361 | GNBA-8121 |
| 2    | 2017年2月22日 | 第5話～第7話   | GNXA-7362 | GNBA-8122 |
| 3    | 2017年3月24日 | 第8話～第10話  | GNXA-7363 | GNBA-8123 |
| 4    | 2017年4月21日 | 第11話～第13話 | GNXA-7364 | GNBA-8124 |
| 5    | 2017年5月24日 | 第14話～第16話 | GNXA-7365 | GNBA-8125 |
| 6    | 2017年6月21日 | 第17話～第19話 | GNXA-7366 | GNBA-8126 |
| 7    | 2017年7月21日 | 第20話～第22話 | GNXA-7367 | GNBA-8127 |
| 8    | 2017年8月23日 | 第23話～第25話 | GNXA-7368 | GNBA-8128 |

## 腳註

## 相關項目
- 橄欖球
- 日本全國高等學校橄欖球大會（日语：全国高等学校ラグビーフットボール大会）－同作品的登場角色後來被採用在第94回全國高等學校橄欖球大會（日语：第94回全国高等学校ラグビーフットボール大会）的宣傳海報裡，另外也在體育精華節目中出場。
- 橄欖球週報（日语：ラグビーウィークリー）－BS朝日播出的橄欖球節目報導，同作品的登場角色後被採用在節目的開頭影片及作為現場棚內的背景插圖。

## 外部連結
- ALL OUT!!／雨瀨栞－Morning官方網站－Moae（页面存档备份，存于） （日語）
- 「ALL OUT!!」官方的X（前Twitter） （日語）
- 電視動畫「ALL OUT!!」官方網站（页面存档备份，存于） （日語）
- 電視動畫「ALL OUT!!」官方的X（前Twitter） （日語）
- 電視動畫「ALL OUT!!」官方的Facebook專頁 （日語）